# Wat Chakkrawat

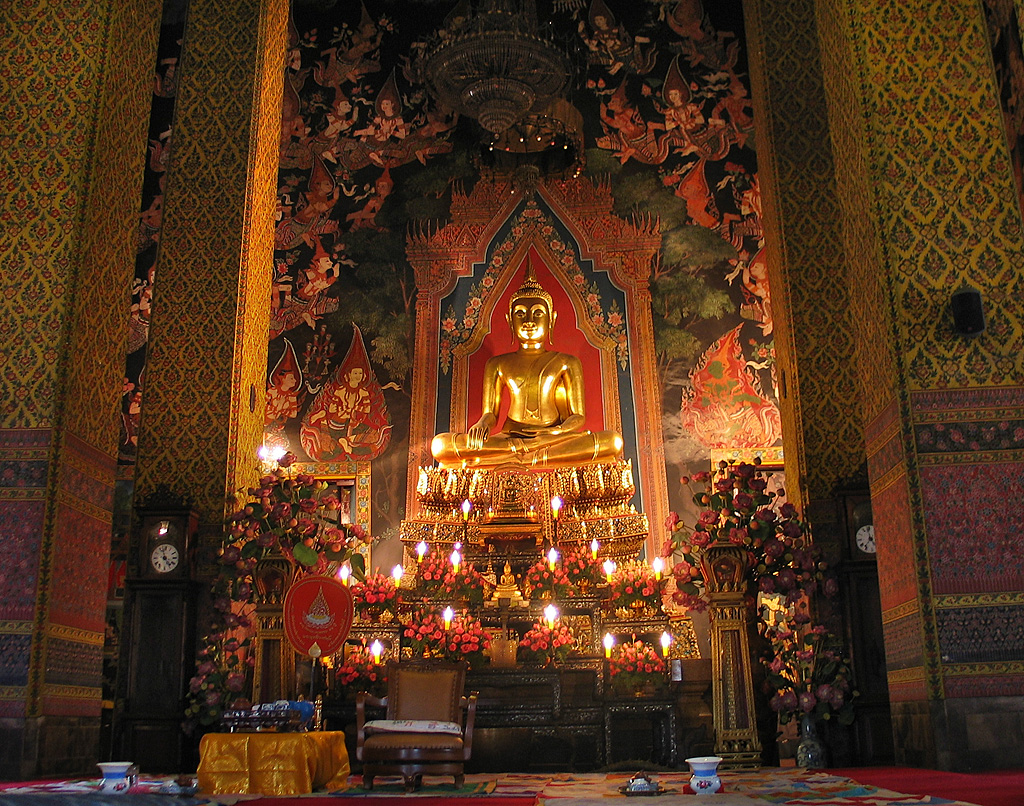
Haupt-Buddhastatue, Ubosot, Wat Chakkrawat

Wat Chakkrawat (vollständiger Name: Wat Chakkrawat Rachawat Woramahawihan, Thai: วัดจักรวรรดิราชาวาสวรมหาวิหาร, auch Wat Sam Pluem, วัดสามปลื้ม) ist ein buddhistischer Tempel (Wat) im Stadtteil (Khet) Samphanthawong von Bangkok, Thailand.
Erreichbar ist Wat Chakkrawat nach einem kurzen Fußweg vom Ratchawong Pier (die Ratchawong-Straße entlang und links in die erste kleine Allee). Obwohl der Tempelbereich relativ klein ist, beherbergt er eine große Zahl Mönche und Novizen und weist eine Reihe unterschiedliche Baustile auf. 
Rechts neben der Eingangspforte zum Tempelareal liegt ein Wihan, dessen ungewöhnliche Außenwand in schwarz-goldenen Mustern gehalten ist, die man sonst nur an Innenwänden oder Dächern findet. Neben dem schwarzen Viharn steht ein weiterer, größerer, der eher traditionell gehalten ist. Links neben der Pforte findet sich eine Freitreppe zu einer Plattform, auf der der Mondop steht, an dessen Spitze ein Prang sitzt. Hier gibt es einen Schrein für einen Fußabdruck Buddhas. In zwei kleinen Teichen siedeln einige Krokodile, die hier früher im Mae Nam Chao Phraya (Chao-Phraya-Fluss) häufig waren. Nördlich hiervon steht ein neuer eleganter Prang, dessen zurückhaltender Goldschmuck die Aufmerksamkeit des Besuchers auf die stehenden Buddha-Figuren richtet, die von allen vier Seiten nach außen blicken. 
Der Ubosot des Tempels, ganz in Weiß gehalten, steht gegenüber dem modernen Prang und ist üblicherweise geschlossen.
Koordinaten: 13° 44′ 31,9″ N, 100° 30′ 15″ O